# Assurnasirpal II
Assurnasirpal ou Assurnasirabal II (em acádio: Aššur-nāṣir-apli; lit. "Assur é o protetor do herdeiro") foi o rei do Império Neoassírio, sendo filho de Tuculti-Ninurta II, seu antecessor. Havia governado de 884 a 859 a.C..

## Reinado

### Construções

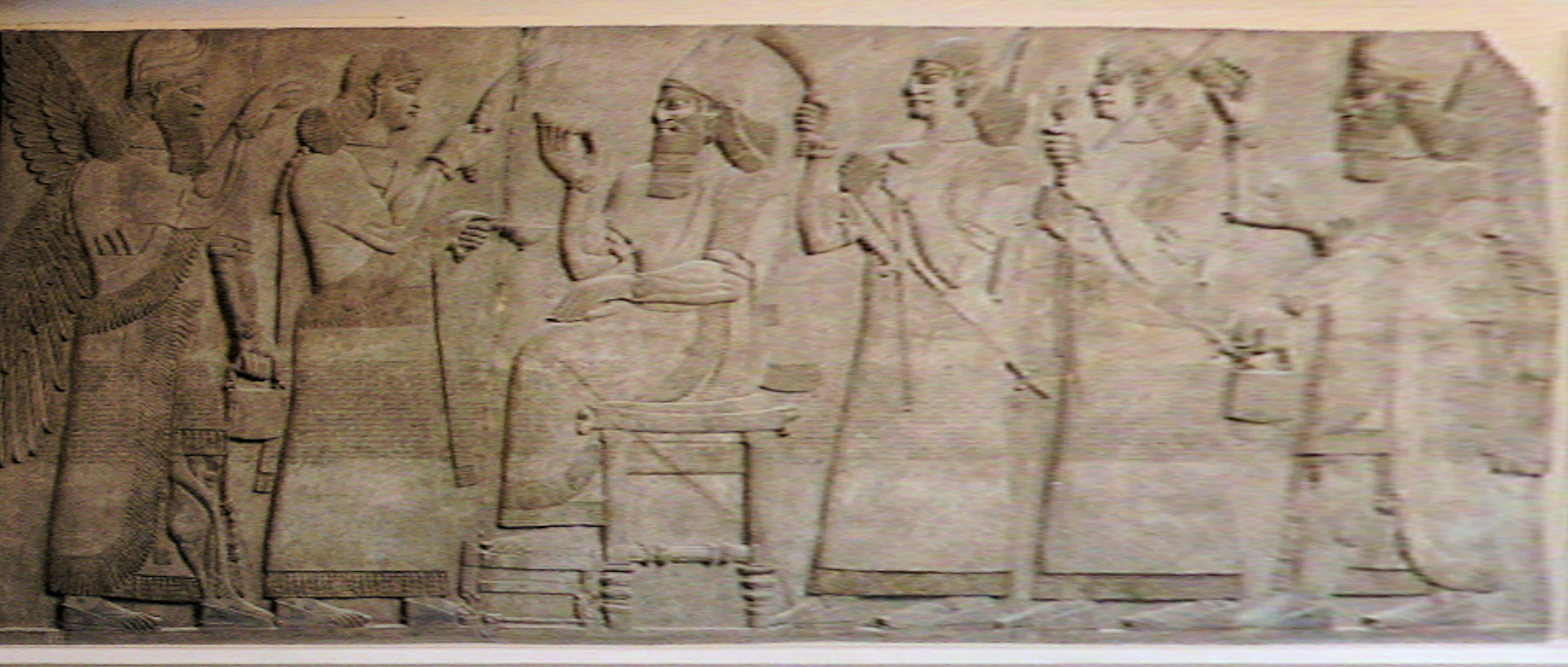
Detalhe do Palácio Noroeste de Assurnasirpal II, mostrando ele e seu público comemorando a caçada ao touro.

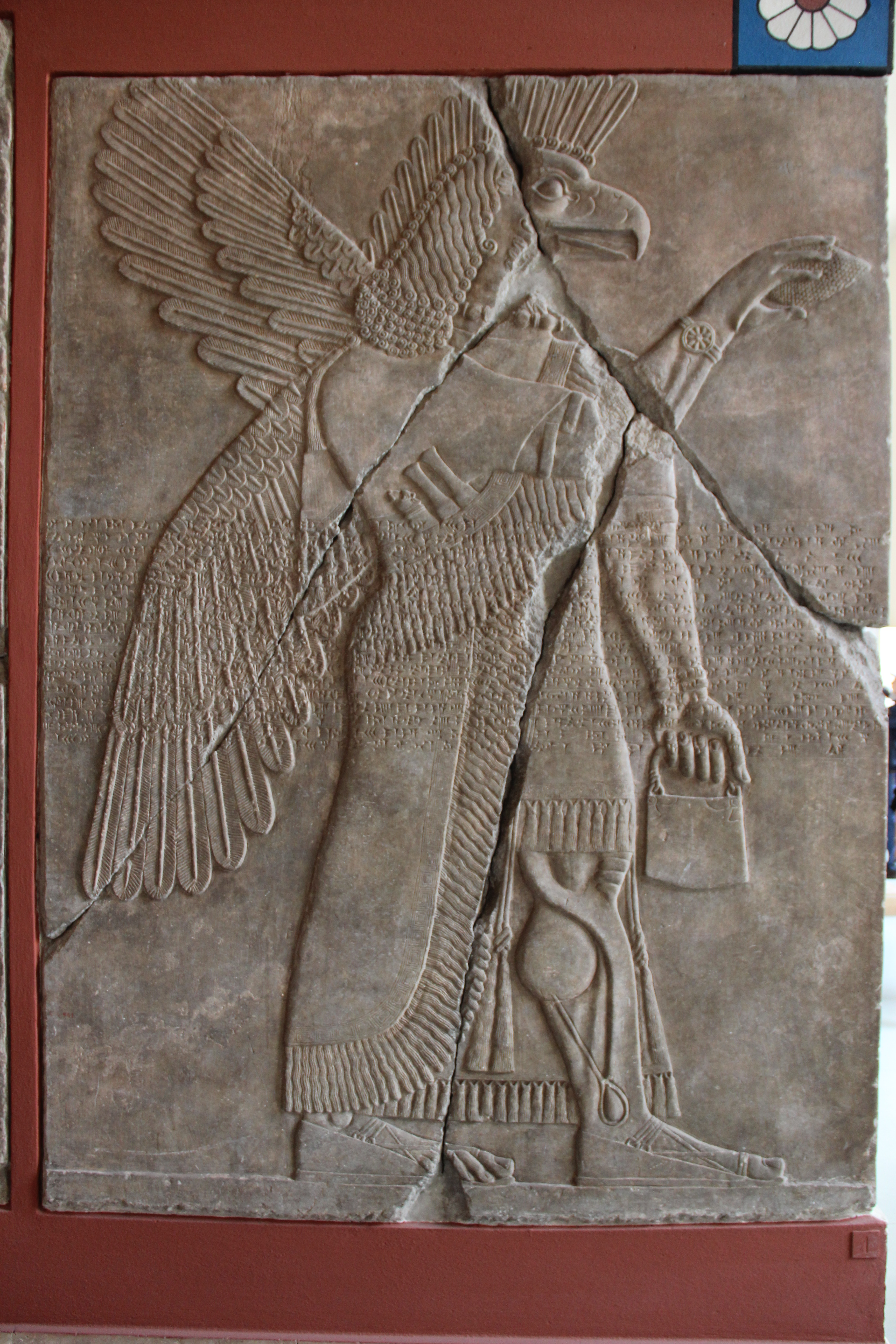
Baixo-relevo de alabastro mostrando um Apcalu com cabeça de águia segurando um balde e um cone para rituais religiosos, do Palácio Noroeste de Assurnasirpal em Ninrude, Iraque.

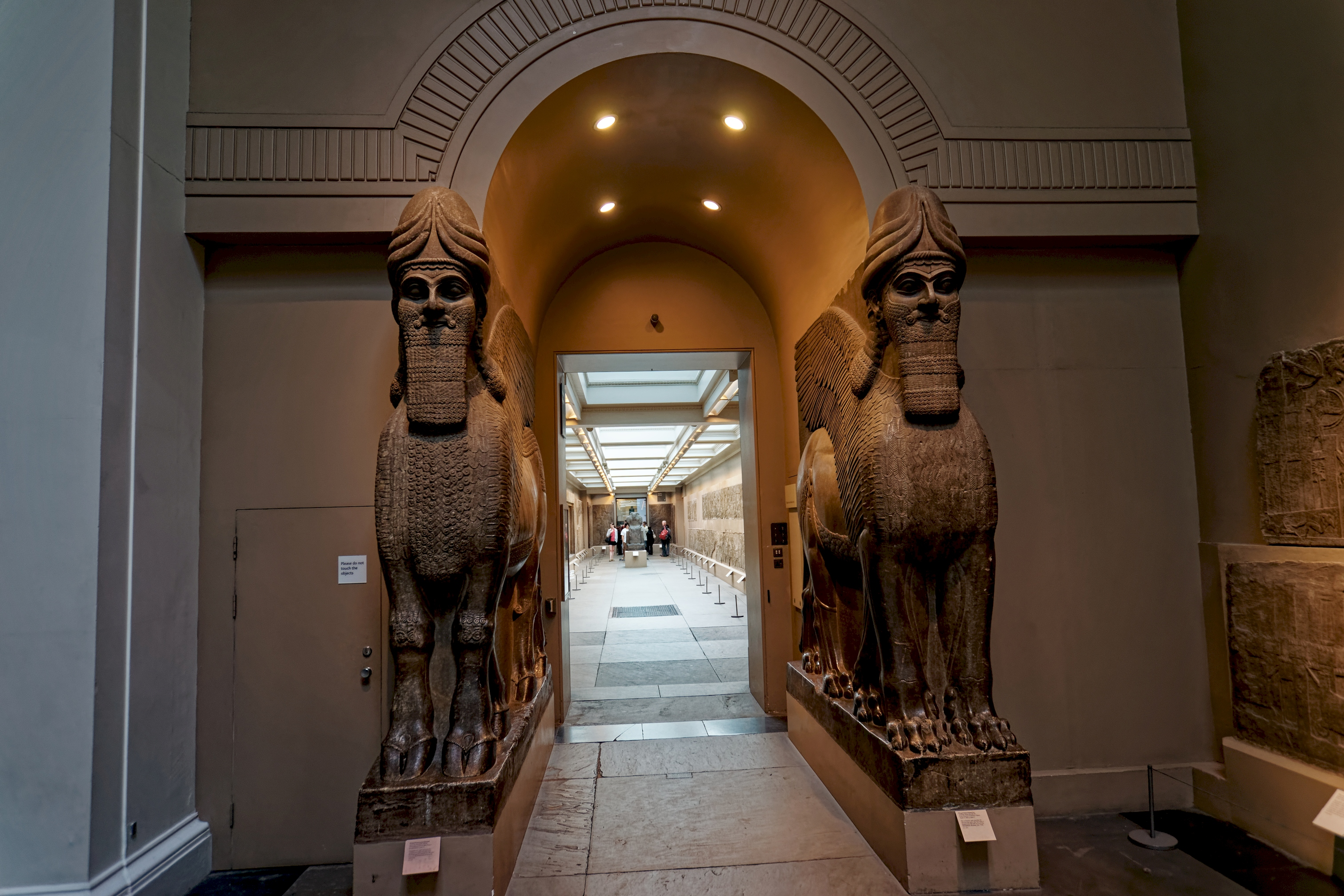
Estátuas colossais de touros alados com cabeça humana do Palácio Noroeste de Assurnasirpal II no Museu Britânico, Londres.

Assurnasirpal escolheu Ninrude (o antigo Calú) como sua capital. A cidade, cercada por uma parede de tijolos de barro, cobria quase 900 acres ao longo do rio Tigre, no norte do Iraque. Uma cidadela fortificada de cerca de cinquenta acres com templos, edifícios públicos e monumentos dominaram esta paisagem urbana. Em sua cidadela, ele construiu seu próprio palácio, hoje chamado de Palácio Noroeste, que foi completa por volta de 860 a.C..

### Campanhas e outros feitos

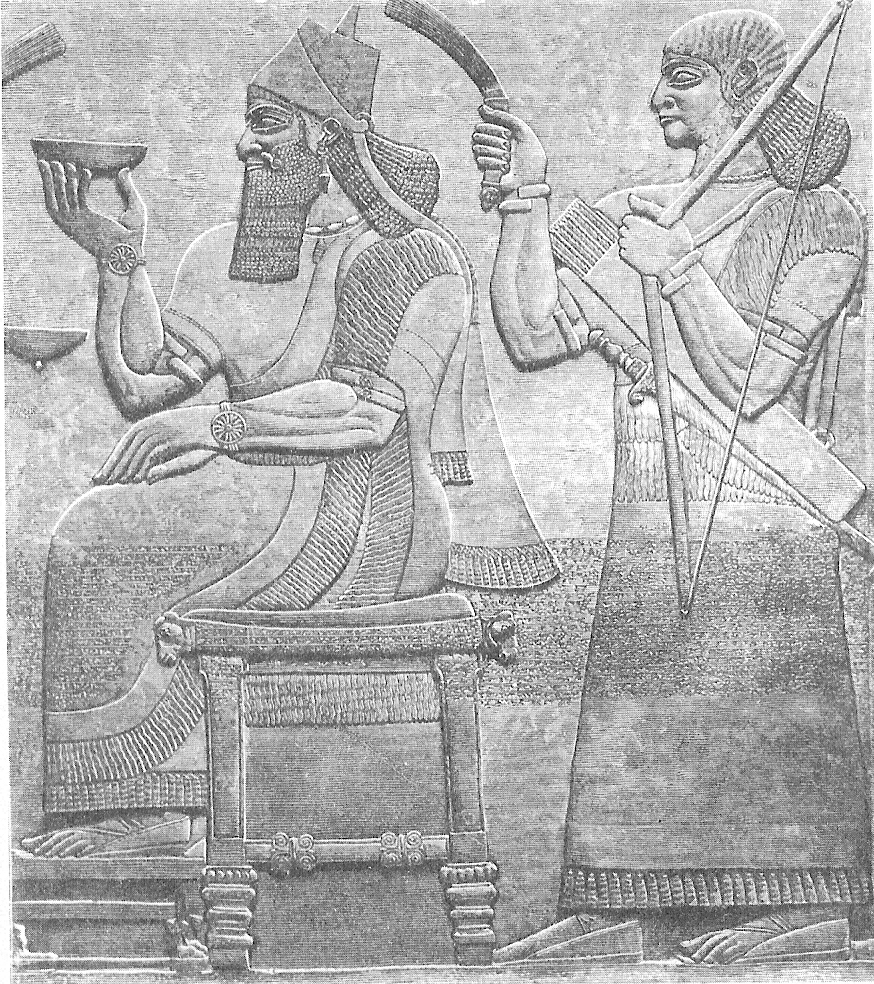
Assurnasirpal II sentado em seu trono.

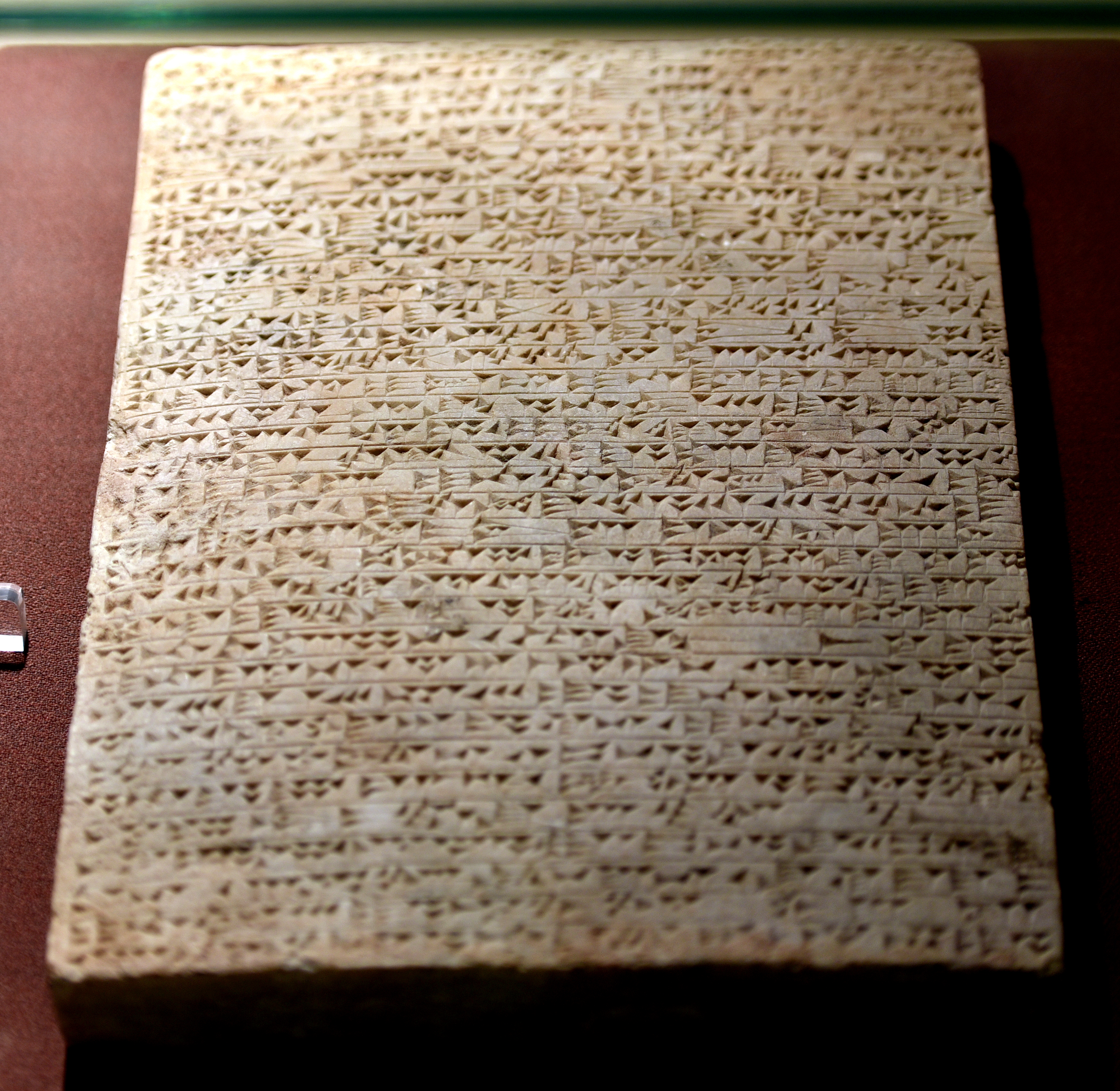
Tábua de pedra inscrita de Assurnasirpal de Assur no Museu Nacional do Iraque.

Quando subiu ao trono em 884 a.C., Assurnasirpal teve que atender às revoltas que eclodiram em todo o império. No leste, ele no início de seu reinado esfolou publicamente o governador rebelde de Nistum em Arbela (atual Irbil, Iraque) e, após breves expedições em 881 - 880 a.C., não houve mais problemas lá.
Já no norte, Assurnasirpal frustrou a pressão aramaica sobre a cidade assíria de Dandamusa, invadindo a fortaleza rebelde de Quinabu e devastando a terra de Nairi (Armênia). Ele organizou uma nova província assíria de Tussã para controlar a fronteira e nela recebeu homenagem do ex-oponente de seu pai, Amebali. Em 879 a.C., no entanto, as tribos nas colinas Cassiari se revoltaram e assassinaram Amebali. A vingança assíria foi rápida e implacável. Por fim, no oeste, o rei assírio subjugou os arameus, extraindo submissão do poderoso estado de Bite-Adini, e posteriormente marchou sem oposição até o mar Mediterrâneo por meio de Carquemis e do rio Orontes, recebendo tributos ao longo do caminho e das cidades da Fenícia.

Ele fortificou e fortaleceu suas fronteiras e depois as expandiu por meio de campanhas que encheram o tesouro real de saques. Tendo assegurado seu império, Assurnasirpal voltou a manter o foco para sua capital em Assur, que ele renovou (como também fez com Nínive e muitas outras cidades durante seu reinado). Assur estava entre as cidades mais prósperas da Assíria e fora a capital do Império Assírio desde o reinado de Adadenirari I (r. 1307–1275 a.C.).